# 大蔵雄之助
大蔵 雄之助（おおくら ゆうのすけ、1931年10月23日 -2020年1月8日）は、日本のジャーナリスト、コメンテーター。

## 略歴
福岡県生まれ。東京都立戸山高等学校、一橋大学法学部卒業。1957年一橋大学大学院社会学研究科修士課程修了。1957年東京放送入社。1962年-1966年英国放送協会出向、1976年-1978年モスクワ支局長、1986年-1987年報道局長を経て、1987年退社。
退社後も、TBSラジオ『森本毅郎・スタンバイ!』の「ニュースズームアップ」などにコメンテーターとして出演していた。1987年、東洋大学社会学部教授に就任。異文化研究所代表を務める。
2000年11月、杉並区教育委員会の教育委員に杉並幼稚園（私立）園長の宮坂公夫とともに任命された。「新しい歴史教科書をつくる会」のメンバーが執筆した扶桑社の歴史教科書の採択のために動く。2001年夏に行われた区教委の中学教科書の採択では委員5人のうち2対3の多数決で不採択となったが、2005年8月の教科書採択では3対2と逆転。公立中学校としては栃木県大田原市に続く採用となり、注目を浴びた。その後、大蔵は教育委員長に就任し、2006年10月22日に八木秀次らによって「日本教育再生機構」が設立されると、同団体の代表委員に就任した。
日本国際フォーラム政策委員を務めた。また、世界日報で時折コラムを担当していた。

## 著書
- 『ソヴィエト見聞録 放送記者の見たままノート』ティビーエス・ブリタニカ、1980.7。講談社文庫 1984
- 『続ソヴィエト見聞録』ティビーエス・ブリタニカ、1981.10。講談社文庫 1985
- 『ブレジネフ時代の終り 曲り角のソヴィエト』ティビーエス・ブリタニカ、1982.11.
- 『新・ソヴィエト見聞録』講談社文庫、1988.6
- 『こちらロンドンBBC BBC日本語部の歩み』サイマル出版会、BBCライオンシリーズ、1983
- 『通信戦争 勝者の条件は何か』講談社、1985.5.
- 『ニューメディア文化論 マスメディア社会のなかで』中央経済社、1986.7.
- 『一票の反対 ジャネット・ランキンの生涯』文藝春秋、1989.9。麗澤大学出版局、2004
- 『ゴルバチョフが米国に亡命する日 迷走する大国の緊急レポート』ベストセラーズ、ワニの本.　1991
- 『西ヘ向カッテ走レ』講談社、1991

### 翻訳
- ギルバート・フェルプス『英国王室物語 イギリス君主制の歴史』サイマル出版会、BBCライオン・シリーズ、1975
- トレバー・レゲット『他山の玉石 レゲットさんが率直にいえば』サイマル出版会、BBCライオン・シリーズ、1984
- ジーナ・カミンスカヤ『赤い冤罪』PHP研究所、1985.11.
- ホィットマン・バッソウ『革命からグラースノスチまで モスクワ特派員が報じたソヴィエト』ティビーエス・ブリタニカ 1989.9.
- ダスコ・ドーダー、ルイーズ・ブランソン『ゴルバチョフ 1931-1991』ティビーエス・ブリタニカ、1991.4.
- ジェイムズ・ラスブリッジャー、エリック・ネイヴ『真珠湾の裏切り チャーチルはいかにしてルーズヴェルトを第二次世界大戦に誘い込んだか』文藝春秋、1991.11.
- ヴラジーミル・ポズネル『ソ連邦解体運命の三日間』文藝春秋、1992.2.
- ポール・ゴードン・ローレン『国家と人種偏見』ティビーエス・ブリタニカ、1996.1.
- ジョン・ビーサント『スターリンの銀塊』文藝春秋、1996.7.
- C.ルロイ・アンダースン,ジョーン・R.アンダースン編『もう黙ってはいられない 第二次世界大戦の子どもたち』編訳 晶文社、1997.3.
- ジョン・J.フィアルカ『経済スパイ戦争の最前線』文藝春秋、1998.8.
- トレヴァー・レゲット『紳士道と武士道 コモンセンスの思想、サムライの伝統』麗澤大学出版会、2003.7.
- ポール・L.ウイリアムズ『ビンラディンのアメリカ核攻撃指令』イースト・プレス、2004.10.
- エリザベス・バード『わが終わりにわが始めあり 不滅の女王メリー・スチュアート』麗澤大学出版会、2006.12.
- チャールズ・S.コケル『不都合な生命 地球2億2500万年銀河の旅』麗澤大学出版会、2009.1.

## 参考
- 大藏雄之助教授略歴・著作目録「経済論集」2002-02
- 一票の反対―ジャネット・ランキンの生涯 - 紀伊國屋書店BookWeb